# Teispes
Teispes (em grego: Τεΐσπης, em persa antigo: Cišpiš) (675–640 a.C.) foi um rei aquemênida, filho de Aquêmenes. Seu nome aparece na Inscrição de Beistum, gravada por Dario I. Ele era filho de Aquemênes, e foi ancestral de Dario I, filho de Histaspes, filho de Arsames, filho de Ariarâmenes, filho de Teispes.
As evidências mostram que Teispes foi o pai de Ciro I e Ariarâmenes, portanto o ancestral comum das duas linhagens da dinastia aquemênida. Além disso, nada se sabe sobre ele com certeza; sugere-se que, após ser libertado da supremacia meda durante o suposto interregno cita ele pode ter expandido seu pequeno reino, que era um estado vassalo elamita, conquistando Ansã e Fars.